# Карі (страва)

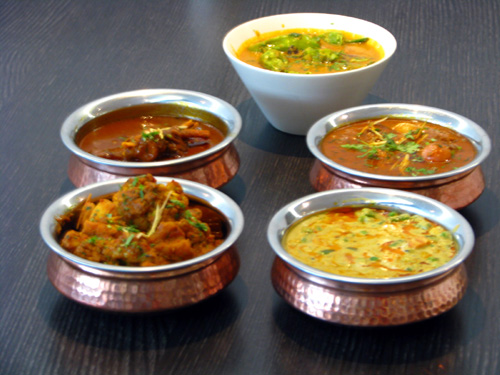
Індійські карі

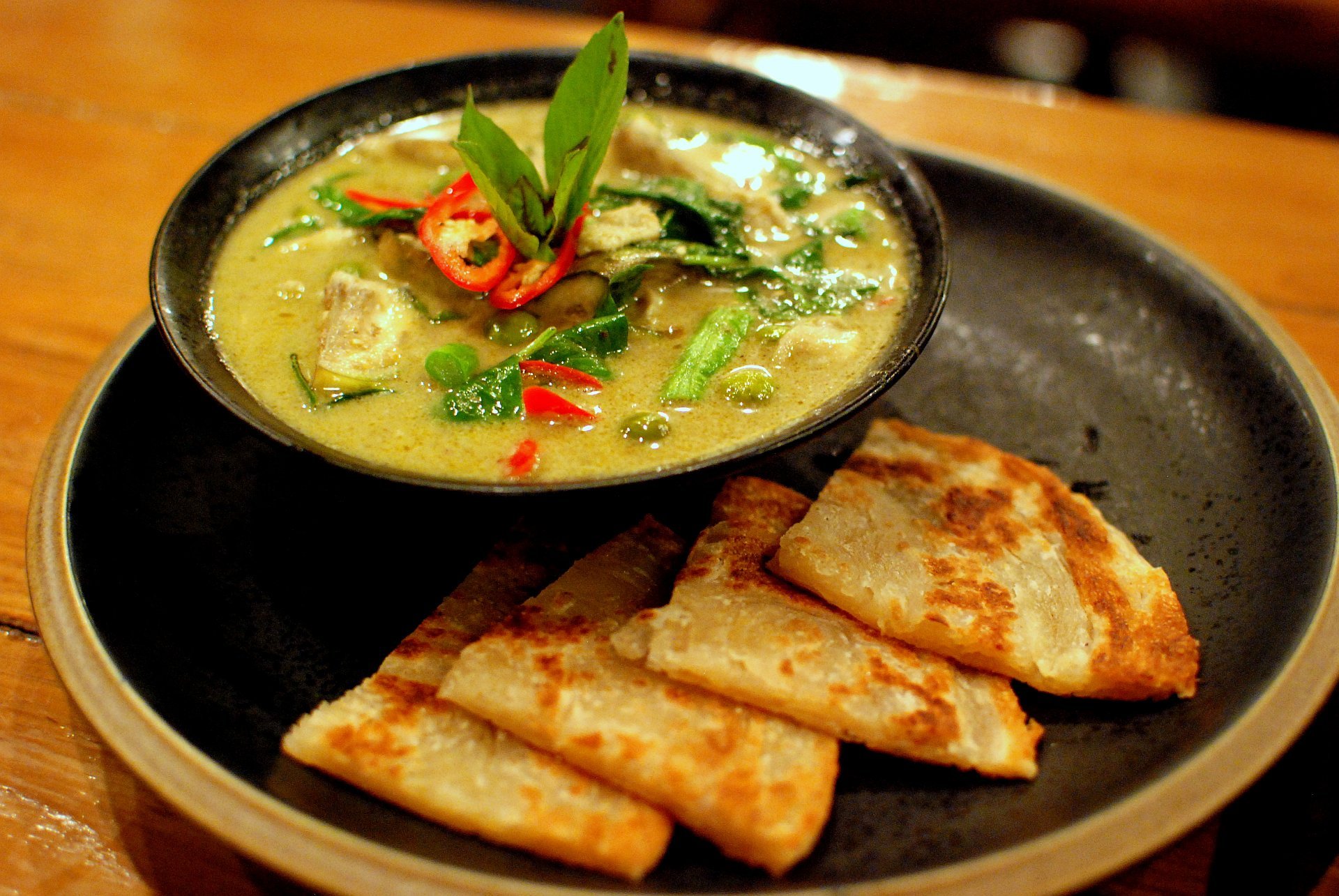
Каенг кхіао ван, або зелене тайське карі з хлібом роті

Ка́рі (там. கறி; походить від тамільського слова, що означає «соус») — різноманітні поширені на півдні Індії страви з овочів або м'яса, які зазвичай вживають з рисом або хлібом. Термін вживається ширше, особливо в західному світі, та є назвою майже для будь-якої страви, приготованої з приправами та на основі соусу в азійському стилі. В Індії ж термін стосується всього, що готується та вживається з рисом. Будь-яка страва може бути названа карі незалежно від того, чи використовується приправа, чи ні. Карі може бути приготований із застосуванням приправи.
В Європейській кухні термін «карі», як правило, стосується страви, приготованої з додаванням приправи карі до соусу, на основі якого готують страву або в сухому вигляді, при смаженні на сковорідці, або на грилі.

## Тайське карі
У Таїланді розповсюджений власний варіант карі — каенг. Паста для каенгу та консистенція страви (більш рідка) відрізняється від приправ індійської кухні. Массаман карі — страва, яку готували при королівському дворі Сіаму, — потрапила на перше місце у списку найкращих страв світу-2011 за оцінкою сайту CNNGo.